# Лоренцове трансформације
Лоренцове трансформације носе име по Хендрику Лоренцу. Уведене су да би се закони сабирања брзина и Галилејеве трансформације усагласиле са другим постулатом специјалне теорије релативности. Лоренцове трансформације су трансформације координата. Дуго су биле коришћене Галилејеве трансформације, али у условима специјалне теорије релативности њихова примена није била могућа. Лоренцове трансформације дају везу координата и једног догађаја из два референтна система и та веза је сагласна са теоријом релативности. Трансформације важе само у случају да се системи крећу без убрзања, равномерно праволинијски, или ако мирују, тј. важе за инерцијалне системе.

## Историја
Мајкелсон—Морлијев експеримент, који је био изведен крајем деветнаестог века, показао је да брзина светлости не зависи од брзине кретања посматрача и извора светлости. Тај закључај је у наредних неколико деценија довео до револуције у механици. Резултат Мајкеслон-Морлијев огледа је био у директној супротности са класичним (Галилејевим) законом сабирања светлости, и заменили су их Лоренцовим трансформацијама. Лоренцове силе су имале утицај на многе делове механике, следиле су нове дефиниције за импулс, енергију и силу. Једна од важних последица Лоренцових трансформација је енергија масе, чија је вредност изражена једном од најславнијих формула у физици {\displaystyle E=mc^{2}}.

## Извођење формула

### Трансформације у непокретним системима
Разматрањем једнодимензионалног случаја у којем се траже трансформације у складу са чињеницом да су брзине светлости исте у сваком инерцијалном систему. У случају да оба инерцијална система мирују један у односу на други, лако се може установити да је у оба система вредност брзине светлости иста.
{\displaystyle x=x'+x_{0}}
{\displaystyle t=t'}
где је x je x координата у систему Ѕ, х’ је х координата у систему Ѕ’ х0 је положај система Ѕ’ у систему Ѕ, t је време у систему Ѕ, а t време у систему Ѕ’.
Посматрајући из система Ѕ’, нека светлост крене у тренутку t’1 из система Ѕ’ и дође до неког положају у систему Ѕ у тренутку t’2. Брзина светлости у систему Ѕ је означена са с, а у систему Ѕ’ са с’.
{\displaystyle \ c={x_{2}-x_{1} \over \ t_{2}-t_{1}}}
{\displaystyle \ c'={x'_{2}-x'_{1} \over \ t'_{2}-t'_{1}}}
{\displaystyle x=x'+x_{0}\Rightarrow x_{1}=x'_{1}+x_{0}\land x_{2}=x'_{2}+x_{0}}
{\displaystyle t=t'\Rightarrow t_{1}=t'_{1}\land t_{2}=t'_{2}}
{\displaystyle \ c={(x'_{2}+x_{0})-(x'_{1}+x_{0}) \over \ t'_{2}-t'_{1}}}
{\displaystyle \ c={x'_{2}-x'_{1}+x_{0}-x_{0} \over \ t'_{2}-t'_{1}}}
{\displaystyle \ c={x'_{2}-x'_{1} \over \ t'_{2}-t'_{1}}}
{\displaystyle c=c'}

### Кретање у правцу х-осе
Трансформације у непокретним системима не важе, ако тражене трансформације нису линеарне у односу на време и положај. Стога се претпоставља да су тражене трансформације облика:
{\displaystyle x=Ax'+Bt'}
{\displaystyle t=Cx'+Dt'}
Нека се систем Ѕ’ у систем Ѕ креће брзином u дуж х-осе. У почетном тренутку координатни почеци система се поклапају. Посматрањем координатног почетка система Ѕ’ у систему Ѕ важе следеће тврдње:
{\displaystyle x'=0}
{\displaystyle x=vt}
следи
{\displaystyle x=Bt'}
{\displaystyle t=Dt'}
{\displaystyle vt=Bt'}
{\displaystyle vDt'=Bt'}
{\displaystyle B=vD}
сменом B са v*D добија се
{\displaystyle x=Ax'+vDt'}
{\displaystyle t=Cx'+Dt'}
Aко се ситуација посматра из система Ѕ’, посматрањем система Ѕ који се креће следи
{\displaystyle x=0}
{\displaystyle x'=-vt'}
апсолутна вредност брзине другог система је у оба случаја иста
{\displaystyle 0=-Avt'+Dvt'}
{\displaystyle 0=vt'(-A+D)}
уз претпоставку да се системи крећу међусобно брзином различитом од нуле горњи израз се може поделити са t’*v
{\displaystyle 0=-A+D}
{\displaystyle A=D}
сменом D са А добија се
{\displaystyle x=A(x'+vt')}
{\displaystyle t=Cx'+At'}
У другом случају. Нека се систем Ѕ’ у систем Ѕ креће брзином u дуж х-осе. У почетном тренутку координатни почеци система се поклапају. Нека у том тренутку светлост крене из координатног почетка у позитивном смеру дуж х-осе. Пошто се светлост креће једнаком брзином у оба система важи
{\displaystyle c={x' \over t'}={x \over t}}
из претходних трансформација следи
{\displaystyle {x' \over t'}={A(x'+vt') \over Cx'+At'}}
употребом x’ = ct’ добија се
{\displaystyle c={A(ct'+vt') \over Cct'+At'}}
{\displaystyle c={At'(c+v) \over t'(Cc+A)}}
{\displaystyle c^{2}C+Ac={A(c+v)}}
{\displaystyle C={A[(c+v)-c] \over c^{2}}}
{\displaystyle C={A{v \over c^{2}}}}
чиме се поједностављује трансформација и добија се
{\displaystyle x=A(x'+vt')}
{\displaystyle t=A({v \over c^{2}}x'+t')}
Разлика између система Ѕ и Ѕ’ је у предзнаку релативне брзине другог система у односу на први. Под претпоставком да је константа А независна од предзнака брзине. Тада за оба система вреде исте трансформације. Разлика у трансформацијама за Ѕ’ систем је та да ће у њему уместо релативне брзине v бити иста брзина, али супротног предзнака.
{\displaystyle x=A(x'+vt')}
{\displaystyle x'=A(x-vt)}
Ако у почетном тренутку из координатног почетка полази фотон у позитивном смеру апсцисе добију се релације:
{\displaystyle ct=A(ct'+vt')=At'(c+v)}
{\displaystyle ct'=A(ct-vt)=At(c-v)}
Ако се те две једначине помноже међусобно добија се:
{\displaystyle c^{2}tt'=A^{2}tt'(c^{2}-v^{2})}
{\displaystyle A^{2}={c^{2} \over {c^{2}-v^{2}}}}
{\displaystyle A^{2}={1 \over {1-{c^{2} \over v^{2}}}}}
{\displaystyle A={\sqrt {1 \over {1-{c^{2} \over v^{2}}}}}}
Уврштавањем вредности А у постојеће трансформације добијамо:
{\displaystyle \ x={x'+ut' \over {\sqrt {1-{u^{2} \over c^{2}}}}}}
{\displaystyle \ x'={x-ut \over {\sqrt {1-{u^{2} \over c^{2}}}}}}
{\displaystyle z=z'}
{\displaystyle y=y'}
Лоренцове трансформације за време:
{\displaystyle \ t={t'+{ux' \over c^{2}} \over {\sqrt {1-{u^{2} \over c^{2}}}}}}
{\displaystyle \ t={t-{ux \over c^{2}} \over {\sqrt {1-{u^{2} \over c^{2}}}}}}
У специјалној теорији релативности се користе и ознаке
{\displaystyle \beta ={v \over c}}
{\displaystyle \gamma ={\sqrt {1 \over {1-{c^{2} \over v^{2}}}}}}
Стога се трансформације могу краће написати:
{\displaystyle x=\gamma (x'+vt')}
{\displaystyle t=\gamma (t'+{v \over c^{2}}x')}

### Кретање у правцу y и z осе
Трансформације изнад се односе само ако се кретање врши у правцу х-осе. Резултати су слични и за кретање у правцу y-осе и z-осе.
За у-осу
{\displaystyle {\begin{aligned}t'&=\gamma \left(t-{\frac {vy}{c^{2}}}\right)\\x'&=x\\y'&=\gamma \left(y-vt\right)\\z'&=z\end{aligned}}}
изведено из
{\displaystyle {\begin{bmatrix}ct'\\x'\\y'\\z'\end{bmatrix}}={\begin{bmatrix}\gamma &0&-\beta \gamma &0\\0&1&0&0\\-\beta \gamma &0&\gamma &0\\0&0&0&1\\\end{bmatrix}}{\begin{bmatrix}c\,t\\x\\y\\z\end{bmatrix}},}
Где су v и \beta сада у правцу у-осе. За z–осу добија се
{\displaystyle {\begin{bmatrix}ct'\\x'\\y'\\z'\end{bmatrix}}={\begin{bmatrix}\gamma &0&0&-\beta \gamma \\0&1&0&0\\0&0&1&0\\-\beta \gamma &0&0&\gamma \\\end{bmatrix}}{\begin{bmatrix}c\,t\\x\\y\\z\end{bmatrix}}.}
Лоренцова матрица се обично обележава великим словом ламбда
{\displaystyle \mathbf {X} ={\begin{bmatrix}c\,t\\x\\y\\z\end{bmatrix}}\ ,\quad \mathbf {X} '={\begin{bmatrix}c\,t'\\x'\\y'\\z'\end{bmatrix}},}
или краће
{\displaystyle \mathbf {X} '={\boldsymbol {\Lambda }}(v)\mathbf {X} .}

### Кретање у било којем правцу

#### Векторска форма
{\displaystyle \mathbf {r} =\mathbf {r} _{\perp }+\mathbf {r} _{\|}}
{\displaystyle \mathbf {r} \cdot \mathbf {v} =\mathbf {r} _{\bot }\cdot \mathbf {v} +\mathbf {r} _{\parallel }\cdot \mathbf {v} =r_{\parallel }v}
{\displaystyle {\begin{aligned}t'&=\gamma \left(t-{\frac {\mathbf {r} \cdot \mathbf {v} }{c^{2}}}\right)\\\mathbf {r'} &=\mathbf {r} _{\perp }+\gamma (\mathbf {r} _{\|}-\mathbf {v} t)\end{aligned}}}
{\displaystyle \gamma (\mathbf {v} )={\frac {1}{\sqrt {1-{\tfrac {v^{2}}{c^{2}}}}}}}
{\displaystyle \mathbf {r} '=\mathbf {r} +\left(\gamma -1\right)\mathbf {r} _{\parallel }-\gamma \mathbf {v} t\,.}
{\displaystyle \mathbf {r} _{\parallel }=r_{\parallel }{\dfrac {\mathbf {v} }{v}}=\left({\dfrac {\mathbf {r} \cdot \mathbf {v} }{v}}\right){\frac {\mathbf {v} }{v}}}
{\displaystyle \mathbf {r} '=\mathbf {r} +\left({\frac {\gamma -1}{v^{2}}}\mathbf {r} \cdot \mathbf {v} -\gamma t\right)\mathbf {v} \,.}

#### Форма матрице
{\displaystyle {\begin{bmatrix}ct'\\\mathbf {r'} \end{bmatrix}}={\begin{bmatrix}\gamma &-\gamma {\boldsymbol {\beta }}^{\mathrm {T} }\\-\gamma {\boldsymbol {\beta }}&\mathbf {I} +(\gamma -1){\boldsymbol {\beta }}{\boldsymbol {\beta }}^{\mathrm {T} }/\beta ^{2}\\\end{bmatrix}}{\begin{bmatrix}ct\\\mathbf {r} \end{bmatrix}}\,}
{\displaystyle {\boldsymbol {\beta }}={\frac {\mathbf {v} }{c}}\equiv {\begin{bmatrix}\beta _{x}\\\beta _{y}\\\beta _{z}\end{bmatrix}}={\frac {1}{c}}{\begin{bmatrix}v_{x}\\v_{y}\\v_{z}\end{bmatrix}}\equiv {\begin{bmatrix}\beta _{1}\\\beta _{2}\\\beta _{3}\end{bmatrix}}={\frac {1}{c}}{\begin{bmatrix}v_{1}\\v_{2}\\v_{3}\end{bmatrix}}}
{\displaystyle {\boldsymbol {\beta }}^{\mathrm {T} }={\frac {\mathbf {v} ^{\mathrm {T} }}{c}}\equiv {\begin{bmatrix}\beta _{x}&\beta _{y}&\beta _{z}\end{bmatrix}}={\frac {1}{c}}{\begin{bmatrix}v_{x}&v_{y}&v_{z}\end{bmatrix}}\equiv {\begin{bmatrix}\beta _{1}&\beta _{2}&\beta _{3}\end{bmatrix}}={\frac {1}{c}}{\begin{bmatrix}v_{1}&v_{2}&v_{3}\\\end{bmatrix}}}
{\displaystyle \beta =|{\boldsymbol {\beta }}|={\sqrt {\beta _{x}^{2}+\beta _{y}^{2}+\beta _{z}^{2}}}\,.}
{\displaystyle {\begin{bmatrix}c\,t'\\x'\\y'\\z'\end{bmatrix}}={\begin{bmatrix}\gamma &-\gamma \,\beta _{x}&-\gamma \,\beta _{y}&-\gamma \,\beta _{z}\\-\gamma \,\beta _{x}&1+(\gamma -1){\dfrac {\beta _{x}^{2}}{\beta ^{2}}}&(\gamma -1){\dfrac {\beta _{x}\beta _{y}}{\beta ^{2}}}&(\gamma -1){\dfrac {\beta _{x}\beta _{z}}{\beta ^{2}}}\\-\gamma \,\beta _{y}&(\gamma -1){\dfrac {\beta _{y}\beta _{x}}{\beta ^{2}}}&1+(\gamma -1){\dfrac {\beta _{y}^{2}}{\beta ^{2}}}&(\gamma -1){\dfrac {\beta _{y}\beta _{z}}{\beta ^{2}}}\\-\gamma \,\beta _{z}&(\gamma -1){\dfrac {\beta _{z}\beta _{x}}{\beta ^{2}}}&(\gamma -1){\dfrac {\beta _{z}\beta _{y}}{\beta ^{2}}}&1+(\gamma -1){\dfrac {\beta _{z}^{2}}{\beta ^{2}}}\\\end{bmatrix}}{\begin{bmatrix}c\,t\\x\\y\\z\end{bmatrix}}\,.}
{\displaystyle \mathbf {X} '={\boldsymbol {\Lambda }}(\mathbf {v} )\mathbf {X} .}
{\displaystyle {\begin{bmatrix}c\,t'\\x'\\y'\\z'\end{bmatrix}}={\begin{bmatrix}\Lambda _{00}&\Lambda _{01}&\Lambda _{02}&\Lambda _{03}\\\Lambda _{10}&\Lambda _{11}&\Lambda _{12}&\Lambda _{13}\\\Lambda _{20}&\Lambda _{21}&\Lambda _{22}&\Lambda _{23}\\\Lambda _{30}&\Lambda _{31}&\Lambda _{32}&\Lambda _{33}\\\end{bmatrix}}{\begin{bmatrix}c\,t\\x\\y\\z\end{bmatrix}}.}
{\displaystyle {\begin{aligned}\Lambda _{00}&=\gamma ,\\\Lambda _{0i}&=\Lambda _{i0}=-\gamma \beta _{i},\\\Lambda _{ij}&=\Lambda _{ji}=(\gamma -1){\dfrac {\beta _{i}\beta _{j}}{\beta ^{2}}}+\delta _{ij}=(\gamma -1){\dfrac {v_{i}v_{j}}{v^{2}}}+\delta _{ij},\\\end{aligned}}\,\!}